# Bactrocera laticaudus
Bactrocera laticaudus
 es una especie de díptero que Hardy describió por primera vez en 1950. Bactrocera laticaudus pertenece al género Bactrocera de la familia Tephritidae.  